# سامسونیا
سامسونیا نام یک سرده باکتری گرم منفی از خانوادهٔ انتروباکتریاسیا است. این باکتری بار اول در پوست درختان سرده اریترینا یافت شد. تا امروز تنها یک گونه از این سرده یافت شده است.